# Manuel Acuña
Manuel Acuña (Saltillo, México, 7 de agosto de 1849 — Cidade do México, 6 de dezembro de 1873) foi um poeta mexicano.
A sua produção oscila entre o tom melancólico e o filosófico. De entre as suas obras destacam-se Nocturno a Rosário, elegia amorosa a uma mulher que foi a causa do seu suicídio, e Ante un cadáver, canto sobre a imortalidade da matéria. O seu drama El posado estreou-se em 1872.
Acuña cometeu suicídio aos 24 anos em dezembro de 1873.